# 戸叶勝也
戸叶 勝也（とかの かつや、1938年 - ）は、日本のドイツ史学・ドイツ文学者。日本大学名誉教授。

## 略歴
東京生まれ。1961年東京大学文学部西洋史学科卒業。NHK教育局、国際局でドイツ海外放送勤務、1988年日本大学経済学部助教授、1991年教授、2009年定年退任。専攻、ドイツ近現代史。
ドイツ出版文化史、冒険作家カール・マイの翻訳・研究を行う。

## 著書
- ドイツ出版の社会史 グーテンベルクから現代まで 三修社 1992.12
- ドイツの歴史編 4版 同学社 1993.4
- レクラム百科文庫 ドイツ近代文化史の一側面 朝文社 1995.12
- グーテンベルク 清水書院 1997.8 (人と思想)
- ドイツ啓蒙主義の巨人 フリードリヒ・ニコライ 朝文社 2001.2
- ヨーロッパの出版文化史 朗文堂 2004.10
- 知られざるドイツの冒険作家カール・マイ 朝文社 2011.10

## 翻訳
- ノルマン民族の秘密 バイキングの侵略と冒険 グスタフ・ファーバー 岡淳共訳 佑学社 1977.7 「ヴァイキングの足跡」片岡哲史共訳 アリアドネ企画 1997
- カール・マイ冒険物語 1 砂漠への挑戦 エンデルレ書店 1977.10
- カール・マイ冒険物語 2 ティグリス河の探検 エンデルレ書店 1978.4
- ヒッタイト帝国 消えた古代民族の謎 ヨハネス・レーマン 佑学社 1979.5
- シュメール文明 古代メソポタミア文明の源流 ヘルムート・ウーリッヒ 佑学社 1979.1
- カール・マイ冒険物語 3 悪魔崇拝者 エンデルレ書店 1979.6
- カール・マイ冒険物語 4 秘境クルディスタン エンデルレ書店 1981.6
- オスマン・トルコ帝国 世界帝国建設への野望 ウルリッヒ・クレーファー 佑学社 1982.4
- ギリシア・ローマ時代の書物 ホルスト・ブランク 朝文社 2007.10